# Rehna
Rehna – miasto w Niemczech, w kraju związkowym Meklemburgia-Pomorze Przednie, w powiecie Nordwestmecklenburg, siedziba urzędu Rehna.
25 maja 2014 do miasta przyłączono dwie gminy: Nesow oraz Vitense, które stały się automatycznie jego dzielnicami.